# Anky van Grunsven
Theodora Elisabeth Gerarda ("Anky") Van Grunsven, född 2 januari 1968, är en dressyrryttarinna från Nederländerna. Hon innehar tre världsrekord i poäng och tre guldmedaljer från OS (2000, 2004 och 2008). Anky van Grunsven har vunnit Världscupen i dressyr 9 gånger och holländska mästerskapen 13 gånger. Hon har inte kommit lägre än på tredje plats i Holländska mästerskapen sedan hon började tävla år 1990. Anky van Grunsven har erhållit titeln "Rider of the Year" flera gånger och även titeln "Athlete of the Year", samt "Rider of the Century" år 2000.

## Historia
Anky van Grunsven föddes den 2 januari 1968 i Erp i Nederländerna. Hon har två barn; Yannick janssen och Ava Eden tillsammans med Sjef Janssen. Sjef är både hennes man och hennes tränare.
Anky van Grunsven började sin karriär på hästryggen vid 6 års ålder på en Shetlandsponny vid namn Heleentje. Efter gymnasiet bestämde sig Anky van Grunsven för att satsa på en karriär som professionell dressyrryttare. Med hästen Prisco började hon tävla på 1980. Hon avancerade upp till elitnivå 1982. Efter mycket hårt arbete blev dessa två holländska mästare året 1990. Efter denna vinst vann Anky van Grunsven de holländska mästerskapen hela 13 gånger och blev aldrig sämre än trea. 
Anky van Grunsven blev ärad med titeln "Rider of the Year" (Årets ryttare) 1993 i Holland och skulle även vinna denna titel de kommande tre åren efter detta, samt 1998 och år 2000. År  2000 blev hon även förärad titeln "Rider of the Century" (Århundradets Ryttare).
Tillsammans med Bonfire blev Anky van Grunsven olympisk mästare 2000 där hon även blev innehavare av ett världsrekord på 86,05% i Grand Prix kür. Bonfire pensionerades efter OS i Sydney, 17 år gammal. Till OS i Aten 2004 red hon sin nya häst vid namn Salinero. Med en häst på blott tio år tog hon sin andra olympiska guldmedalj. 
Året 2006 var det upplagt för världsrekord igen, denna gången vid världscuptävlingarna i 's-Hertogenbosch med en svindlande procent på 87.925 även denna gång i Grand Prix Kür.
Med Salinero har hon även världsrekordet i Grand Prix. CHIO Rotterdam: GP 81,33%.
Under 2005 blev Anky van Grunsven anklagad för att använda plågsamma träningsmetoder av en tysk ridsportstidning. Där blev hon anklagad för att använda en metod som kallas "rollkur" eller även hyperflexion där hästen spänns in hårt med nosen mot bogen. Ärendet togs upp i rätten och Anky van Grunsven friades helt från misstanke. 
Utöver sin ridsportskarriär arbetar Anky van Grunsven även som tränare upp till och med de högsta nivåerna och har även ett eget klädmärke där hon själv är med och bestämmer designen och marknadsföring. Den 23 november 2004 fick Anky van Grunsven sin son Yannick Janssen och 2005 gifte hon sig med sin tränare Sjef Janssen i Las Vegas. 6 mars 2007 födde Anky van Grunsven även dottern Ava Eden.

## Meriter

### Medaljer

#### Guld
- OS 2000 i Sydney  (individuell)
- OS 2004 i Aten (individuell)
- OS 2008 i Hongkong (individuell)
- VM 1994 i Haag (individuell)
- EM 1999 i (individuell)
- VM 2005 i Aachen (lag)
- EM 2007 (lag)
- EM 2007 (individuell)

#### Silver
- OS 1992 i Barcelona (lag)
- OS 1996 i Aten (individuell)
- OS 1996 i Aten (lag)
- OS 2000 i Sydney (lag)
- OS 2008 i Hongkong (lag)
- VM 1994 i Haag (lag)
- VM 1998 i Rom (lag)
- VM 1998 i Rom (individuell)
- VM 2006 i Aachen (lag)
- VM 2006 i Aachen (individuell)
- VM 2006 i Aachen (individuell kur)
- EM 1995 (lag)
- EM 1995 (individuell)
- EM 1997 (lag)
- EM 1997 (individuell)
- EM 1999 (lag)
- EM 1999 (individuell)
- EM 2005 (lag)
- EM 2005 (individuell)
- EM 2007 (lag)
- EM 2007 (individuell)

### Övriga meriter
- Trettonfaldig vinnare av holländska mästerskapen i dressyr. (1990-2000, 2003, 2005, 2007)
- Holländsk mästare 10 år på raken 1990-2000.
- Har aldrig kommit sämre än trea i Holländska mästerskapen. Kom två 2004 och 2008 och trea 2002 och 2006.
- Innehar tre världsrekord i poäng.
- Erhöll titeln Rider of the Year i Holland (1993-1996, 1998, 2001 och 2004).
- Erhöll titeln Rider of the Century i Holland (2000)
- Erhöll titeln Athlete of the Year 2004
- Har vunnit Världscupen i dressyr 9 gånger (alla år mellan 1993 och 2008 utom 1998 då hon kom tvåa)
- Har även tagit silver i Världscupen för unghästar två gånger (1999 och 2003)

## Topphästar
- Prisco (född 1973), mörkbrun varmblodshäst
- Bonfire (född 1983), brun Oldenburgare e:Welt As
- Partout (född 1987), brun Trakehnare e:Arogno
- Salinero (född 1994),  brun Hannoveranare e:Salieri
- IPS Krack C (född 1992), brunt Holländskt varmblod e:Flemmingh Pref
- Painted Black (född 1997), svart Holländskt varmblod e:Gribaldi